# أليكس كريستيان بنوا
أليكس كريستيان بنوا (بالإسبانية: Alex Christian Benoit)‏ هو متزحلق جبال الألب مكسيكي، ولد في 16 فبراير 1964.

## وصلات خارجية
- أليكس كريستيان بنوا على موقع أوليمبيديا (الإنجليزية)